# Решетняк, Александр Петрович
Александр Петрович Решетняк (30 октября 1948, Каспийск, Дагестанская АССР, СССР) — советский футболист и российский футбольный тренер.

## Биография
Футболом начал заниматься в Дагестане. Много лет выступал за махачкалинское «Динамо». В 1976 году перенес операцию на мениск, из-за последствий которой в 1977 году он завершил карьеру футболиста. В 1990—1991 годах работал главным тренером «Динамо». Далее главным тренером «Анжи-2». С 1997 по 2007 годы работал в тренерской структуре махачкалинского «Анжи». В мае 2002 года, после увольнения исполнял обязанности главного тренера клуба. В августе после увольнения Мирона Маркевича также работал и. о. наставника клуба и провёл выездной матч против московского ЦСКА. Некоторое время работал главным тренером «Анжи» в первом дивизионе. С 2007 по 2014 годы работал начальником каспийского «Дагдизеля». 8 февраля 2017 года был назначен генеральным директором клуба «Легион Динамо».

## Личная жизнь
Окончил Дагестанский педагогический институт. Внук — Михаил, также профессиональный футболист.